# Tormón
Tormón is een gemeente in de Spaanse provincie Teruel in de regio Aragón met een oppervlakte van 29,34 km². Tormón telt 34 inwoners (1 januari 2016).

## Demografische ontwikkeling
Bron: INE, 1857-2011: volkstellingen